# Церковь Покрова на Нерли
Це́рковь Покрова́ на Не́рли́ — белокаменный православный храм во Владимирской области, в 1,5 км от посёлка Боголюбово; выдающийся памятник владимиро-суздальского зодчества XII века.
В настоящее время храм находится в совместном ве́дении Русской православной церкви (как подворье Богородице-Рождественского монастыря Владимирской епархии) и Владимиро-Суздальского музея-заповедника. 

## История
Храм Покрова на Нерли олицетворяет период расцвета Владимиро-Суздальского княжества при Андрее Боголюбском. В это время преобразился Владимир и рядом с ним появилась княжеская резиденция Боголюбово с белокаменными укреплениями, княжеским дворцом и храмом Рождества Богородицы. За 1158—1165 годы строительная артель Андрея Боголюбского создала ряд замечательных белокаменных построек. Его храмостроительная программа сопоставима с деятельностью Ярослава Мудрого, отстроившего Киев веком раньше.
Для церкви Покрова было выбрано место чуть более чем в километре от княжеского дворца при впадении Нерли в Клязьму (позднее устье сместилось на юг, оставив после себя старицу). Устье Нерли находилось на пересечении важных торговых речных путей и служило воротами во Владимирскую землю: здесь корабли поворачивали ко княжеской резиденции, отсюда разворачивалась панорама на Боголюбов с княжеским дворцом и на Владимир. Церковь должна была стать выдвинутым вперёд элементом репрезентативного ансамбля, его предвратным монументом.
Летописные свидетельства о церкви Покрова весьма скупы. В Кратком Владимирском летописце говорится: «и потом приде от Киева Андрей Юрьевич и створи Боголюбный град… и постави церкви две камены». «И постави ей храм на реце Клязме, две церкви каменны во имя святыя Богородица» — сообщает Новгородская первая летопись. Очевидно, одна из упоминаемых церквей — Покровская. Наконец, «Житие князя Андрея Боголюбского», источник 1702 года, содержит более подробные сведения. Из текста следует, что храм построен за один сезон в память об Изяславе Андреевиче, сыне князя, умершем от ран после похода в Волжскую Булгарию:
| Оригинал | Перевод |
| --- | --- |
| Сегѡ̀ же лѣ́та [҂ѕхѻ҃д] сы́нъ є҆гѡ̀ пе́рвый и҆зѧсла́въ а҆ндре́евичъ ко гдⷭ҇ꙋ ѿ̾и́де... Се́й же вели́кїй кнѧ́зь а҆ндре́й, а҆́ще печа́лїю ѡ҆ сконча́вшемсѧ сы́нѣ, ꙗ҆́кѡ чл҃вѣ́къ ѡ҆б̾ѧ́тъ бы́въ, и҆ скорбѧ́ше... бо́лѣе въ бг҃оꙋгѡ́дныѧ дѣла̀ поѡщрѧ́шесѧ; и҆́бо близь бг҃олю́бскїѧ ѻ҆би́тели, ꙗ҆́кѡ по́прище є҆ди́но, на рѣкѣ̀ клѧ́зьмѣ, въ лꙋгꙋ̀, нача̀ зда́ти цр҃ковь во и҆́мѧ прест҃ы́ѧ бцⷣы чⷭ҇тна́гѡ є҆ѧ̀ покро́ва, на ᲂу҆́стьѣ рѣкѝ нерлѝ... ѻ҆́нꙋю цр҃ковь є҆ди́нымъ лѣ́томъ совершѝ и҆ ѻ҆би́тель мона́шествꙋющымъ при не́й содѣ́ла. | Сего же лета [6674 (1165)] сын его первый Изяслав Андреевич к Господу отошёл… Сей же великий князь Андрей, хоть и печалью о скончавшемся сыне, как человек, объят был и скорбел… более к богоугодным делам был побужден; ибо близ Боголюбской обители, в одной версте, на реке Клязьме, на лугу, начал строить церковь во имя Пресвятой Богородицы Честного Её Покрова, на устье реки Нерли… Оную церковь в одно лето закончил и обитель для монахов при ней создал. |

Судя по тексту, церковь построена не позже 1165 года, так как в этом году умер княжич. Так, Василий Доброхотов датировал памятник 1166 годом. На основании текста «Жития…» датировали храм Николай Воронин (указывал 1165 год несмотря на то, что княжич умер осенью этого года и за оставшееся время выполнить строительство было нельзя) и Павел Раппопорт (указывал 1165—1167 годы при том, что «Житие…» сообщало о постройке за один сезон). Высказывались и другие точки зрения. Николай Артлебен и Никодим Кондаков считали, что церковь Покрова строилась одновременно с владимирским Успенским собором. Но Артлебен не исключал, что она может относиться и ко времени правления Всеволода III. Дмитрий Бережков колебался между 1165—1167 годами и 1190-ми годами. В научной и популярной литературе долго фигурировала принятая Ворониным датировка 1165 годом.
Владимирский летописец XVI века содержит и посвящение, и дату, называя церковь Покровской в сообщении, появившемся в 1158 году:
| Оригинал | Перевод |
| --- | --- |
| Въ лѣⷮ ҂ѕхѯ҃ѕ. […] Сии же кн҃ꙁь ѻ҆ндрѣи бг҃олюбовныи град спом ѡсыпа, посᲅави тᲂу цр҃ковь каменꙋ ржⷭ҇ᲅво сᲅ҃ѣи бцⷣи на клѧꙁмѣ рѣцѣ, а҆ дрꙋгꙋю покровᲆ сᲅ҃ѣи бцⷣи на нерли, и҆ ᲂу҆сᲅрои мнⷭ҇ᲅырь. ПСРЛ. — М., 1965. — Т. XXX. — С. 68. | В лето 6666 (1158). […] Сей же князь Андрей валом окружил Боголюбовный город, поставил тут каменную церковь Рождества Святой Богородицы на Клязьме-реке, а другую, Покрова Святой Богородицы, на Нерли, и основал монастырь. |

Сергей Заграевский и Татьяна Тимофеева на основании Владимирского летописца и Новгородской I летописи, в качестве датировки церкви Покрова принимают 1158 год.
Согласно Лаврентьевской летописи, строительство при князе Андрее вели «из всех земель мастеры». Василий Татищев уточнял в «Истории Российской», что «мастеры же присланы были от императора Фридерика Первого, с которым Андрей в дружбе был…» (имеется в виду Фридрих Барбаросса). Полиэтническая строительная артель Андрея переняла навыки добычи, обработки и строительства из белого камня от старых мастеров. Но величественный замысел князя и талант его зодчих сформировали гораздо более совершенный стиль: усложнилась композиция, более стройными стали пропорции, появились сложные белокаменные рельефы фасадов.
Перед зодчими стояла непростая задача: место строительства находилось в заливаемой пойме, поэтому нужно было обезопасить храм от воды. Для этого на фундаменте были возведены четырёхметровые стены, засыпанные землёй. Образовался искусственный холм, облицованный каменными плитами, на котором церковь стала как на пьедестале.
По легенде, содержавшейся в Житии Андрея Боголюбского, белый камень для постройки церкви был вывезен из покорённого Андреем Боголюбским Булгарского царства. Однако эта легенда опровергается как историческими фактами, так и результатами петрографических анализов белого камня, использованного для строительства церкви. Камень для строительства, видимо, добывали в окрестностях Москвы. Залежи известняка образуют подземную, частично поднимающуюся на поверхность, жилу, протянувшуюся от подмосковных притоков Клязьмы до среднего течения Оки. Процесс строительства начинался с заготовки строительных материалов, затем разбивали на месте план и отрывали фундаментные рвы по периметру и осям столпов, до глубины залегания материкового грунта. Считается, что у белокаменных зданий был ленточный фундамент, положенный не в котлован, а во рвы, которые заполнялись глыбами валунов, булыжником, обломками известняка и туфа и заливались раствором. Стены и своды строились сначала с козел, а по мере увеличения высоты с деревянных подмостей и лесов. Для кровель использовали тёс, но, может быть, и свинцовые доски. Шлемовидные главы покрывали красной аравийской медью с позолотой. Неизвестно, каким было в древности покрытие главы церкви Покрова, но форма её, как предполагают исследователи, приближалась к шлемовидной. В окна белокаменных храмов вставляли деревянные оконницы, которые могли быть заполнены стеклом.

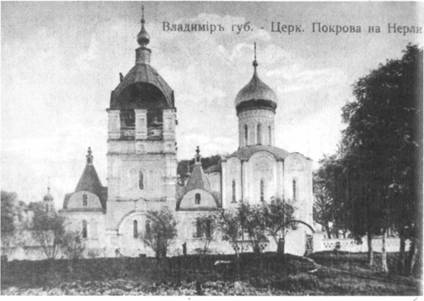
Храмовый ансамбль на открытке начала XX в.

Церковь была освящена в честь праздника Покрова Богородицы. Однако источники, говорящие об установлении этого праздника на Руси в середине XII века по почину Андрея Боголюбского, отсутствуют, а в домонгольских летописях о церкви говорится как о посвящённой не какому-то конкретному празднику, а Богородице. Следовательно, этот праздник мог быть установлен и позднее (первые упоминания о нём относятся к XIII веку), и в этом случае церковь первоначально могла иметь какое-либо иное посвящение.
Первоначально церковь Покрова была собором небольшого, но имевшего белокаменные укрепления монастыря, располагавшегося на стрелке Клязьмы и Нерли. Этот монастырь в конце XVI века упоминался среди патриарших домовых монастырей, во второй половине XVII века имело место его кратковременное процветание, в 1764 году он был упразднён. В 1784 году из-за низкой доходности Покровской церкви игумен Боголюбова монастыря (к которому она была приписана) добился разрешения разобрать храм на строительный материал для возведения монастырской колокольни, однако недостаток средств не позволил начать работы. В 1803 году на старом каменном куполе была сооружена луковичная глава с железным покрытием, которая в значительной степени определяет облик храма и доныне.
Покровская церковь до 1850-х годов была неизвестна даже профессиональным историкам и археологам. В частности, она не попала в альбом старинных русских церквей, составленный в 1834 году по указанию императора Николая I для архитектора Константина Тона, который должен был на основе выбранных чертежей выработать основы русско-византийского стиля и представить альбом проектов образцовых церквей. Даже в конце XIX века путеводители по Владимиру уделяли храму на Нерли всего несколько строк. Научное изучение Покровской церкви началось в 1858 году, когда её осмотрел епархиальный архитектор Николай Артлебен. В 1850-х годах рядом с храмом была построена надвратная колокольня (окончательно снесена в 1970-х годах), в 1884 г. — теплая церковь Трех Святителей. В полноценный исторический и искусствоведческий оборот Покровская церковь попала лишь в начале XX века после её обмера и изучения Игорем Грабарем.
В 1919 году Покровская церковь была принята под охрану Владимирской губернской коллегией по делам музеев. В 1923 г. храм был закрыт. Впоследствии он вошел в состав Владимиро-Суздальского музея-заповедника. В 1970-х годах, после расчистки большинства старых монастырских построек, храм стал объектом массового туризма.
В XX веке Покровскую церковь многократно реставрировали. Наиболее масштабные работы проводились в 1954—1955 годах (тогда под руководством Николая Воронина были обнаружены свидетельства существования галерей) и в конце 1980-х годов, когда была снята выпуклая кровля начала XIX века, восстановлен постамент над барабаном.
В 1992 году Церковь Покрова на Нерли вошла в список объектов Всемирного наследия ЮНЕСКО под названием «Белокаменные памятники Владимира и Суздаля». Боголюбовский луг, на котором расположена церковь, ныне является особо охраняемой природной территорией и историко-ландшафтным комплексом регионального значения. В 1993 храм был возвращен верующим.

## Архитектура
Место расположения храма уникально: Покровская церковь выстроена в низине, на заливном лугу, и стоит на рукотворном холме высотой около 3 м и площадью около 23 соток, на котором располагались и другие монастырские постройки. Ранее около церкви было место впадения Нерли в Клязьму (ныне русла рек изменили положение). Церковь находилась практически на речной «стрелке», оформляя перекрёсток водных торговых путей.
Обычный для древнерусских храмов бутовый ленточный фундамент из пролитых известью необработанных камней, заложенный на глубине 1,6 м, продолжен основанием стен, высотой 3,7 м, которые были засыпаны глинистым грунтом насыпного холма, облицованного белым камнем. Таким образом, фундамент уходил на глубину более 5 м. Подобная технология позволяла противостоять подъёму воды при разливах реки (до 5 м).
От храма XII века без существенных искажений до нашего времени сохранился основной объём — небольшой, почти квадратный в плане четверик (около 10×10 м без учёта апсид, сторона подкупольного квадрата около 3,2 м) и глава. Храм крестово-купольного типа, четырёхстолпный, трёхапсидный, одноглавый, c аркатурно-колончатыми поясами и перспективными порталами. Стены церкви строго вертикальны, но благодаря исключительно удачно найденным пропорциям они выглядят наклонёнными внутрь, чем достигается иллюзия большей высоты сооружения. В интерьере крещатые столпы сужаются кверху, что при небольших размерах храма создаёт дополнительное ощущение «высотности» интерьера.

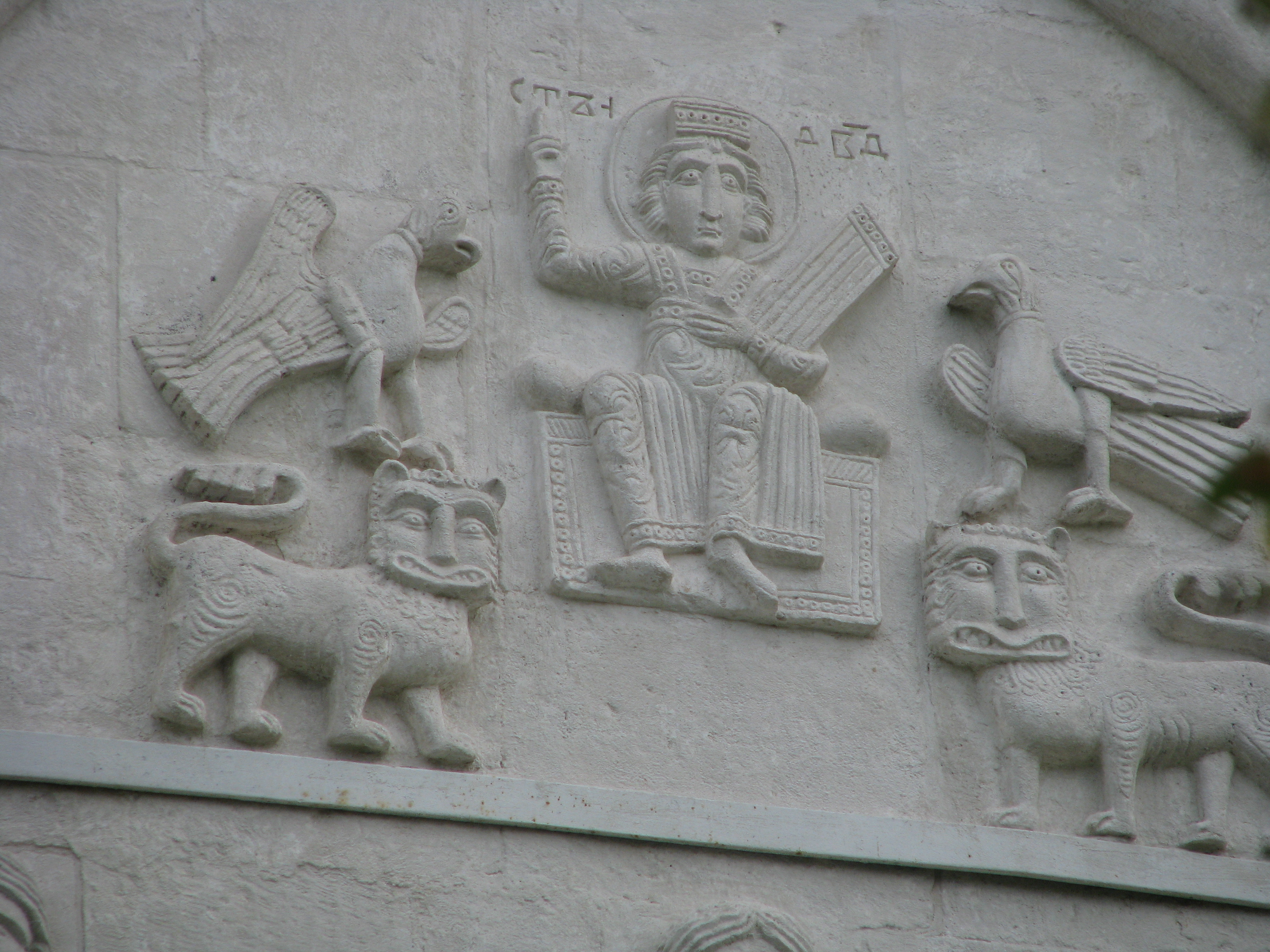
Давид-псалмопевец, львы и грифоны

Членения северной и южной стен храма асимметричны, восточные прясла очень узки. Однако сумма выступа боковых апсид и ширины восточных прясел стен практически равна ширине средних прясел стен, благодаря этому композиция храма выглядит уравновешенной при взгляде с любой стороны. Многообломные пилястры с полуколоннами на внешней стороне стен храма Покрова на Нерли соответствуют внутренним лопаткам. Их суммарная толщина шире стен примерно в полтора раза, что создаёт очень ясный конструктивный «рисунок» храма.
Первоначальные внутренние росписи храма полностью утрачены (сбиты при поновлении в 1877 году). Стены церкви украшены резными рельефами. Центральная фигура в композиции трёх фасадов храма — восседающий на троне царь Давид-псалмопевец с псалтерием в левой руке, двуперстно благословляющий правой рукой. В оформлении используются львы, птицы и женские маски.
Изысканность пропорций и общая гармоничность храма отмечается многими исследователями; часто церковь Покрова называют самым красивым русским храмом. К примеру, Игорь Грабарь расценивал её не только как «самый совершенный храм, созданный на Руси, но и один из величайших памятников мирового искусства».

## Влияние

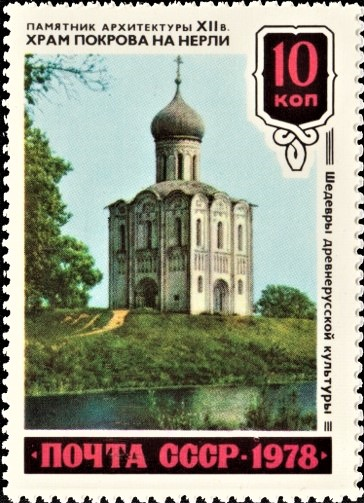
Храм Покрова на Нерли, XII век. Почтовая марка СССР, 1977, оформление Г. Комлева, серия «Шедевры древнерусской культуры» (1977—1978)

#### Воспроизведения
- Спас на Водах  построен в Санкт-Петербурге на Ново-Адмиралтейском острове в 1910—1911 годах в память о моряках, погибших в войне с Японией в 1904—1905 годах. Разрушен коммунистами в 1932 году. На его месте возведена памятная часовня, предполагается восстановление храма
- Храм Воскресения Словущего (автор проекта — архитектор Н. Г. Благовидова) был построен в Балашихе за неполные 2 года: 20 декабря 2003 года была совершена закладка первого камня, 21 ноября 2005 года архиепископ Можайский Григорий совершил чин Великого освящения[28].
- Храм Покрова Пресвятой Богородицы в селе Мармыжи Советского района Курской области освящён 22 октября 2006 года[29]. Архитектор — Вячеслав Клыков. Строительство велось 12 лет (с 1994 года)[30].
- Храм Иконы Божией Матери «Живоносный Источник» в деревне Лызлово Рузского района Московской области был построен за 12 лет в 2002—2014 годах (архитектор З. И. Подымова), освящён 23 февраля 2014 года[31][32].
- Церковь Покрова на Колпи на территории подворья Троице-Сергиевой лавры над рекой Колпью на окраине деревни Матвеевки Селивановского района Владимирской области освящён в апреле 2014 года. Кирпичный храм строился 13 лет (с 2001 года)[33].
- Свято-Владимирский храм на хуторе Аргатов (Усть-Лабинский район Краснодарского края) освятили 24 июля 2016 года[34][35]. Строительство финансировалось фондом Олега Дерипаски «Вольное дело»[36]. Материал — белый камень — доставляли из Инкерманского карьера в Крыму[37].
- Храм Архистратига Михаила в Ла-ан-дер-Тайя (Австрия) освятили 1 октября 2018 года. Разрешение на возведение храма было получено в 2007 году, строительные работы велись 4 года (с 2014)[38]. Здание представляет собой уменьшенную (3/4) копию церкви Покрова на Нерли: высота с крестом 17 м, площадь застройки 13×14 м[26]. Подрядчик — концерн Штрабаг. Строительство финансировал Олег Дерипаска, чей дед похоронен на прилегающем воинском кладбище. Российские мастера — резчики по камню — изготовили многочисленные элементы, которые были доставлены в Австрию и собраны на месте[25].

#### Подражания
- Храм Святителя Николая при ВА РВСН в стиле церкви Покрова на Нерли открылся 17 июня 2006 года в подмосковной Балашихе на территории Военно-технического университета Спецстроя России[39] (сейчас — Военная академия РВСН имени Петра Великого). Храм сочетает пропорции церкви Покрова на Нерли и характерное для новгородского архитектурного стиля трёхлопастное завершение фасадов.
- Арки и пилонные ниши станции «Добрынинской» (бывшей «Серпуховской») кольцевой линии московского метрополитена повторяют перспективные порталы церкви Покрова на Нерли. Автор проекта — Леонид Павлов. Станция открыта 1 января 1950 года[40].

## Галерея

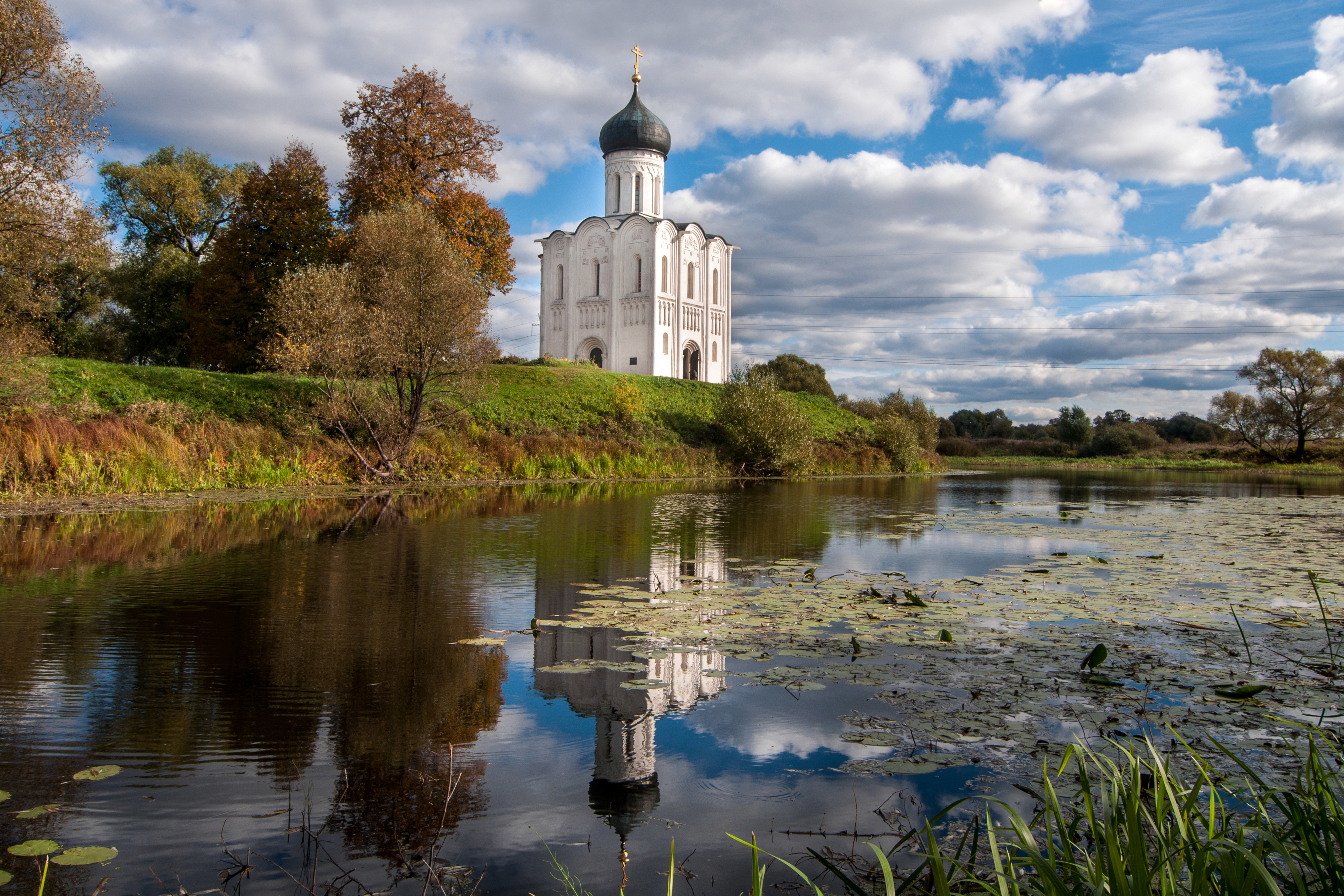
Вид на церковь и пруд
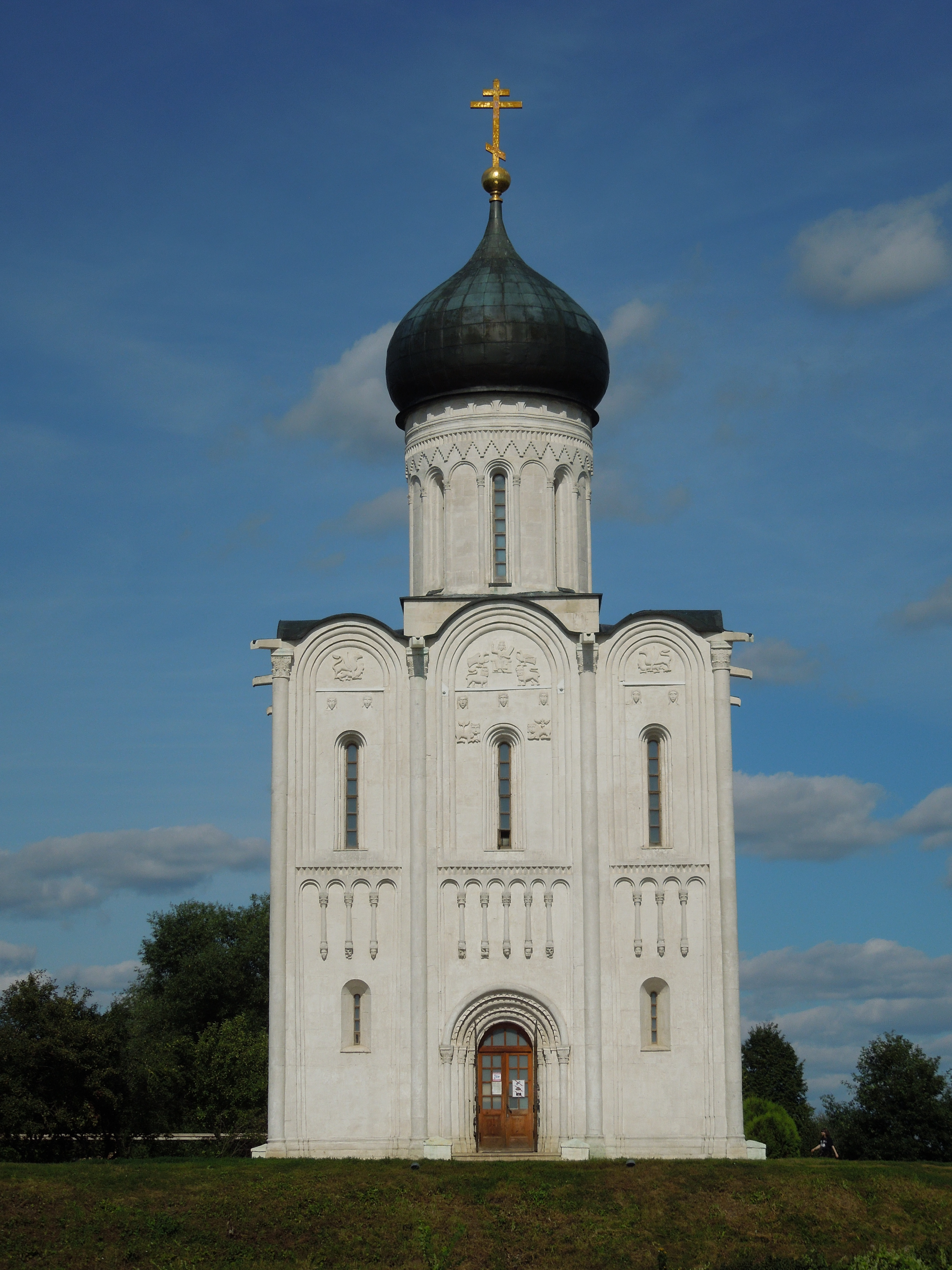
Западный фасад
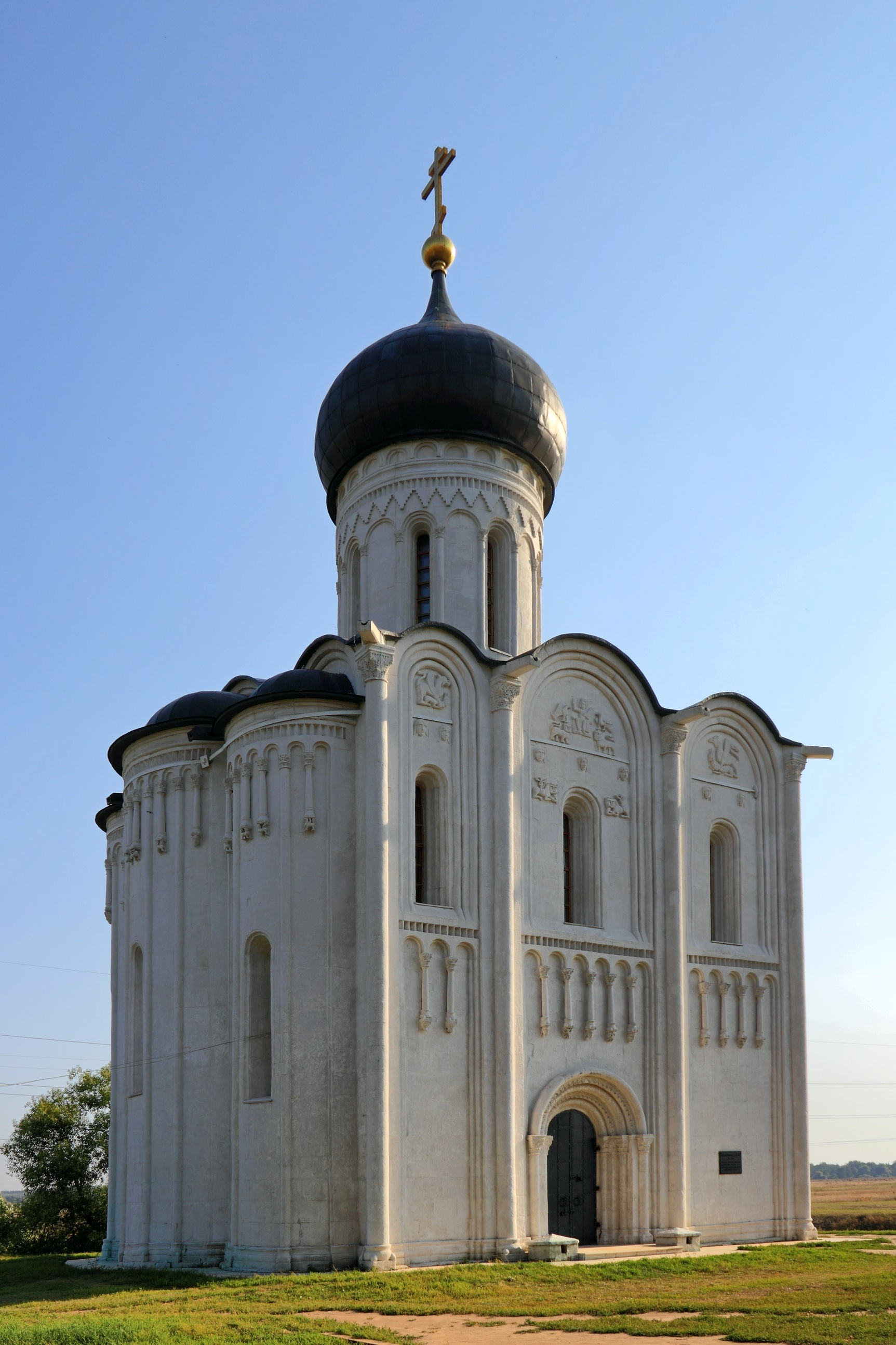
Вид с северной стороны. Апсиды
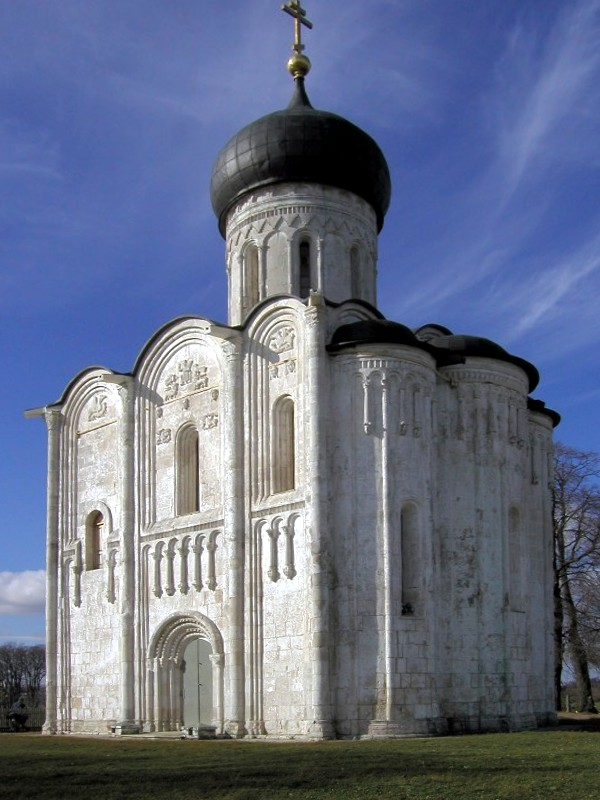
Вид с восточной стороны
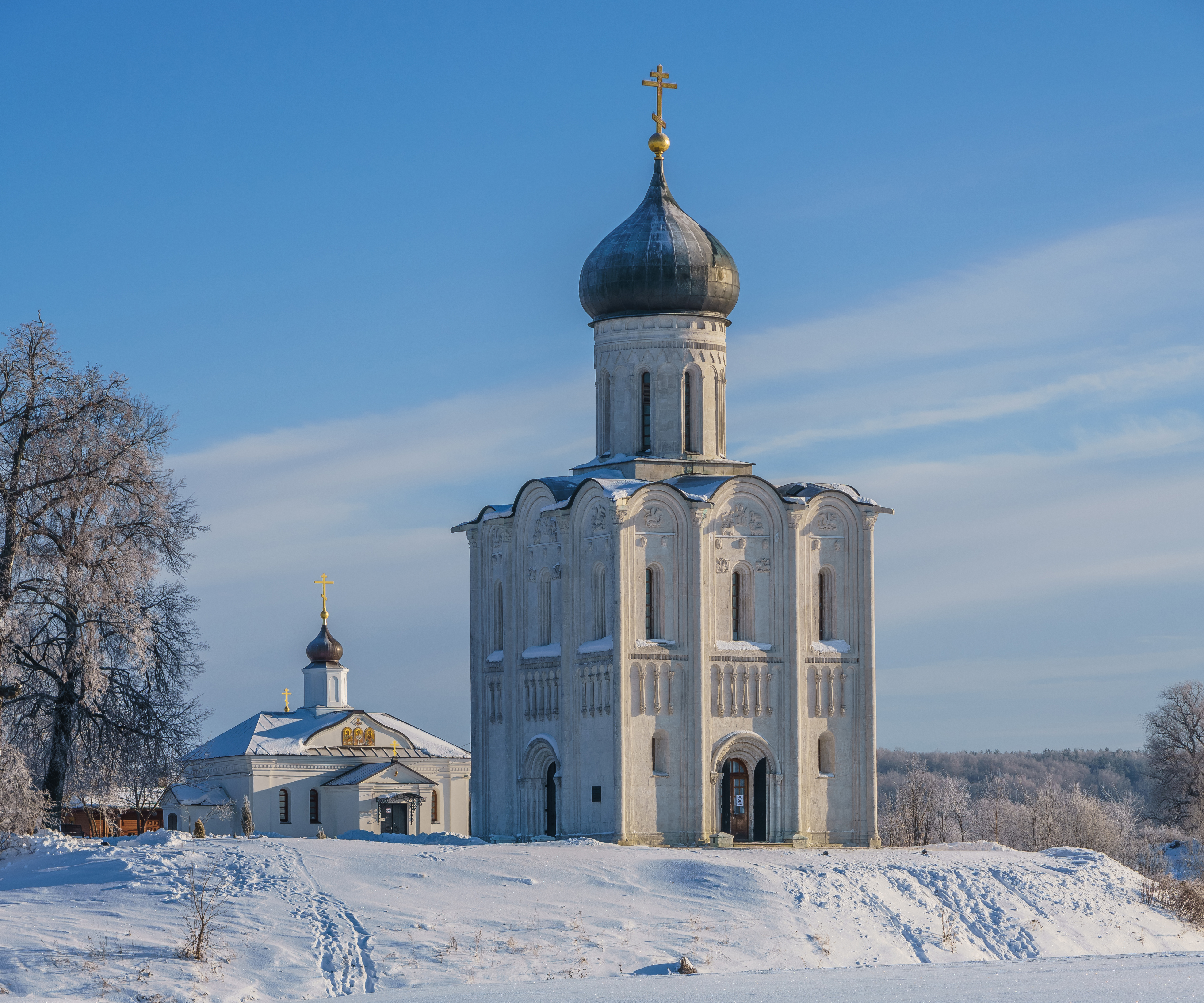
Северо-западная сторона, слева видна построенная в 1885 году зимняя церковь Трёх Святителей
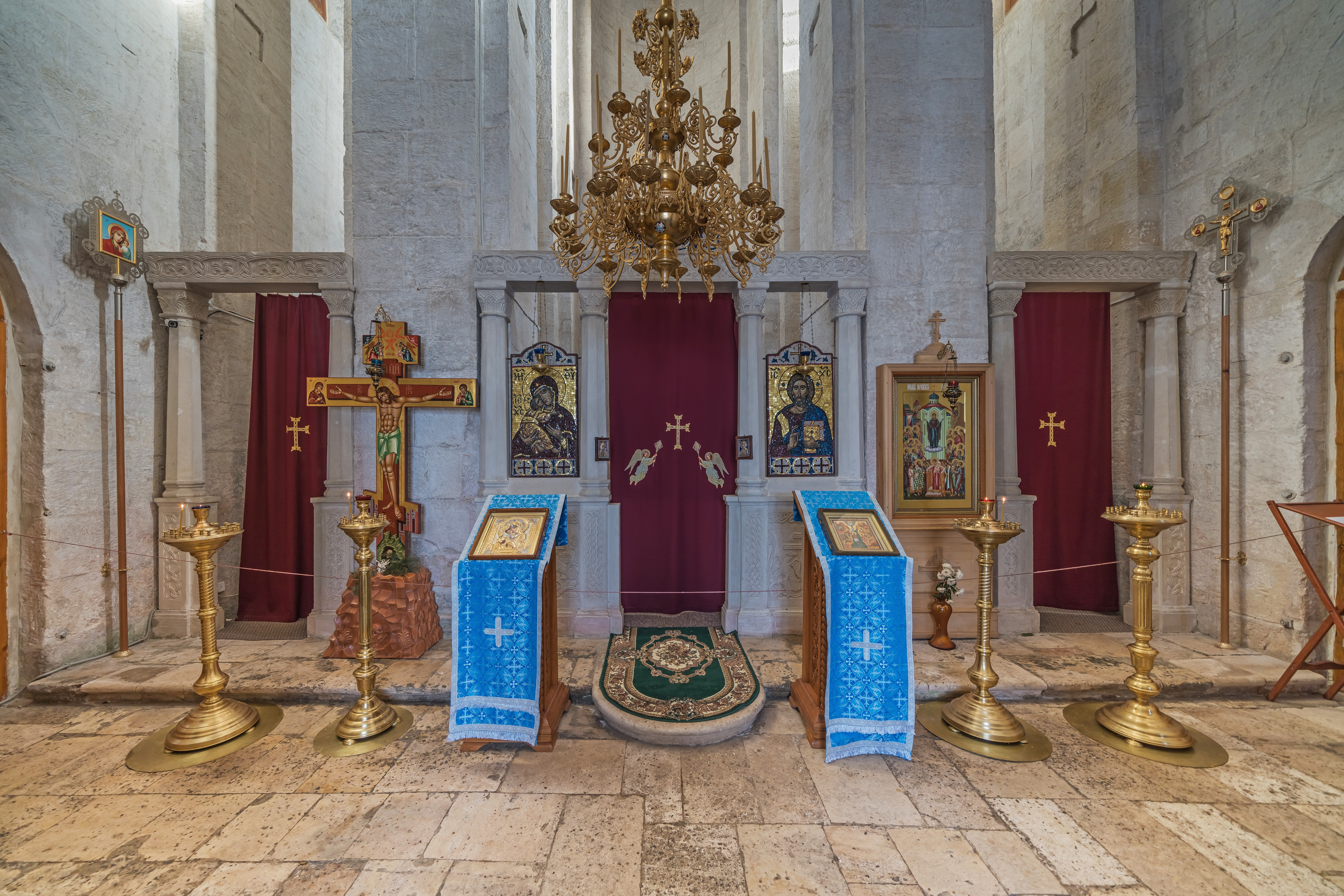
Солея церкви
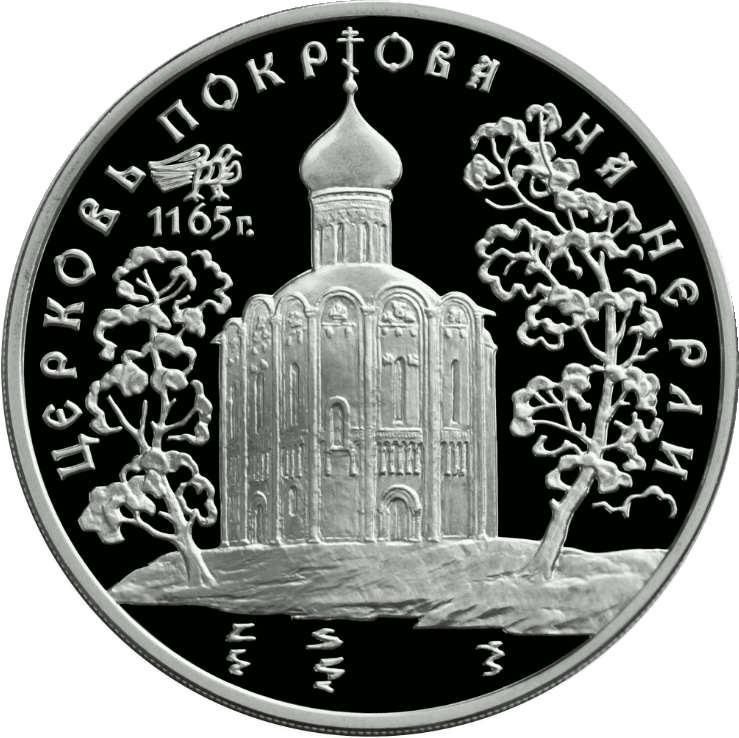
Монета Банка России из серии «Памятники архитектуры России», 3 рубля, серебро, 1994 год
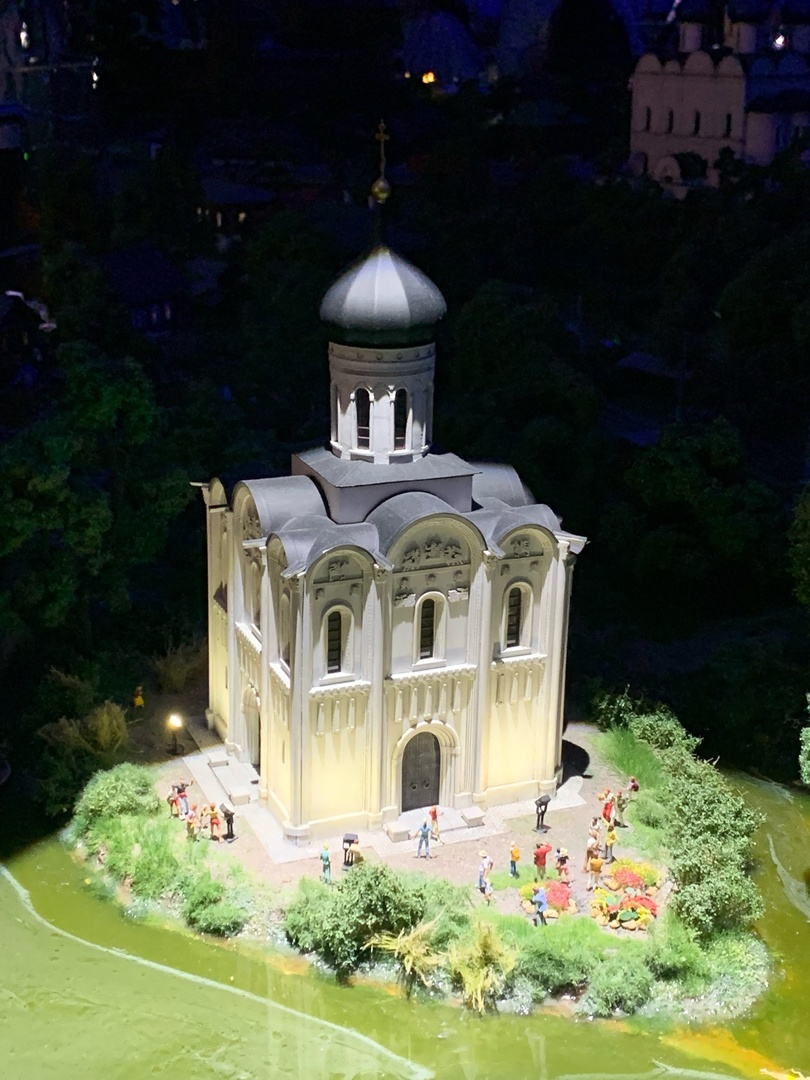
Макет церкви Покрова на Нерли, музей-диорама «Царь-макет», Москва